# Rosporden
Rosporden – miejscowość i gmina we Francji, w regionie Bretania, w departamencie Finistère.
Według danych na rok 1990 gminę zamieszkiwało 6485 osób, a gęstość zaludnienia wynosiła 113 osób/km² (wśród 1269 gmin Bretanii Rosporden plasuje się na 56. miejscu pod względem liczby ludności, natomiast pod względem powierzchni na miejscu 51.).